# Neverworld’s End
Neverworld’s End – piąty album studyjny niemieckiego zespół Xandria. Został on wydany przez Napalm Records. Jest to pierwszy album, w którym wokal główny prowadzi Manuela Kraller.

## Lista utworów
1. A Prophecy of Worlds to Fall – 7:23
2. Valentine – 4:11
3. Forevermore – 4:59
4. Euphoria – 4:30
5. Blood on My Hands – 4:17
6. Soulcrusher – 6:11
7. The Dream Is Still Alive – 4:23
8. The Lost Elysion – 5:26
9. Call of the Wind – 4:52
10. A Thousand Letters – 4:18
11. Cursed – 4:10
12. The Nomad's Crown – 9:02
13. When the Mirror Cracks (edycja specjalna) – 4:08
14. The Sailor and the Sea (edycja specjalna) – 3:10

## Członkowie zespołu
- Manuela Kraller – wokal
- Marco Heubaum – wokal, gitara elektryczna, keyboard, producent
- Philip Restemeier – gitara
- Nils Middelhauve – gitara basowa
- Gerit Lamm – perkusja

## Produkcja
- Corni Bartels – producent, inżynier
- Jörg Umbreit – inżynier